# Ancylotropis malmeana
Ancylotropis malmeana är en jungfrulinsväxtart som först beskrevs av Chod., och fick sitt nu gällande namn av B. Eriksen. Ancylotropis malmeana ingår i släktet Ancylotropis och familjen jungfrulinsväxter. Inga underarter finns listade i Catalogue of Life.